# Slaget vid Fontenoy
Denna artikel handlar om slaget vid Fountenoy 1745. För slaget vid Fontenoy-en-Puisaye 841, se slaget vid Fountenoy (841).
Slaget vid Fontenoy ägde rum den 11 maj 1745 vid den belgiska byn Fontenoy i Hainaut vid Schelde. Slaget var ett viktigt slag under Österrikiska tronföljdskriget.

## Slaget
Slaget stod mellan den franska hären bestående av cirka 50 000 man under ledning av marskalken Moritz av Sachsen på ena sidan och på andra sidan den jämnstora allierade hären bestående av engelska, österrikiska, nederländska och hannoveranska trupper under ledning av den engelske prinsen Vilhelm August, hertig av Cumberland. 
De allierade hären hade försökt undsätta det av fransmännen belägrade Tournai. Under det att flyglarna hölls tillbaka genom elden från de franska förskansningarna, ryckte hertigen av Cumberland fram med 14 000 man på centern. Moritz av Sachsen, som beräknat detta, tvingade genom flankanfall de allierade att dra sig tillbaka. Han lyckades dock inte utnyttja det gynnsamma tillfället att tillfoga hertigen av Cumberland ett avgörande nederlag, och hertigen kunde retirera i god ordning. Förlusterna blev därför ungefär lika stora på båda sidor, omkring 7 000 man.
Britternas reträtt ledde till fransk kontroll över Belgien.
Slaget har tilldragit sig militärhistoriskt och taktiskt intresse, då det stred mot lineartaktikens regler.